# 우주 끈
우주 끈(영어: Cosmic string)은 초기 우주에서 대칭성 깨짐와 관련된 진공 다양체의 위상이 단일 연결이 아닐 때 초기 우주에서 대칭성을 깨는 우주론적 상전이 동안 형성되었을 수 있는 가설적인 1차원 위상수학적 결함이다. 이 개념은 1970년대 이론 물리학자 톰 키블에 의해 처음으로 고려되었다.
우주 끈의 형성은 고체화 액체의 결정 입자 사이에 형성되는 결함이나 물이 얼음으로 얼 때 형성되는 균열과 다소 비슷하다. 우주 끈의 생성으로 이어지는 상전이는 우주 진화의 초기 순간, 즉 우주 팽창 직후에 일어났을 가능성이 높으며, 초기 우주의 양자장론과 끈 이론 모델 모두에서 상당히 일반적인 예측이다.

## 우주 끈을 포함하는 이론
끈 이론에서 우주 끈의 역할은 이론을 섭동적으로 정의하는 기본 끈(또는 F-끈) 자체, 약-강 또는 소위 S-이중성 끈에 의해 F-끈과 관련된 D-끈에 의해 수행될 수 있다. 또는 시공간 여분 차원과 관련된 콤팩트 순환에 부분적으로 감싸져 콤팩트하지 않은 차원 하나만 남게 되는 고차원 D-막, NS-막, M-막이다.
우주 끈을 이용한 양자장론의 전형적인 예는 가환 힉스 모델이다. 양자장론과 끈이론 우주 끈은 많은 공통점을 가질 것으로 예상되지만, 정확한 구별 특징을 결정하기 위해서는 더 많은 연구가 필요하다. 예를 들어 F-끈은 완전히 양자역학적이며 고전적인 정의가 없는 반면, 장 이론의 우주 끈은 거의 독점적으로 고전적으로 처리된다.

## 차원
우주 끈이 존재한다면, 양성자와 같은 크기, 즉 ~ 1 fm 이하의 직경으로 극도로 얇아질 것이다. 이 척도가 어떤 우주적 척도보다 훨씬 작다는 점을 감안할 때 이러한 끈은 너비가 0인 또는 난부-고토 근사법으로 연구되는 경우가 많다. 이 가정 하에서 끈은 1차원 물체처럼 행동하고 난부-고토 작용을 따른다. 이는 초끈 이론의 보손 부분을 정의하는 폴랴코프 작용과 고전적으로 동일하다.
장론에서 끈의 폭은 대칭 파괴 상전이의 규모에 따라 설정된다. 끈 이론에서 끈의 폭은 (가장 간단한 경우) 기본 끈 척도, 뒤틀기 인자(내부 6차원 시공간 다양체의 시공간 곡률과 연관됨) 및 내부 축소화된 공간의 차원의 크기에 의해 설정된다. (끈 이론에서 우주는 상호 작용의 강도와 시공간 곡률에 따라 10차원 또는 11차원이다.)

## 중력
끈은 각도 부족으로 특징 지어지는 시공간 유클리드 기하학의 기하학적 편차이다. 끈 외부 주위의 원은 360° 미만의 전체 각도를 구성한다. 일반 상대성이론에 따르면 이러한 기하학적 결함은 긴장 상태에 있어야 하며 질량으로 나타난다. 우주 끈은 극도로 얇은 것으로 생각되지만 엄청난 밀도를 갖고 있으므로 중요한 중력파원을 나타낸다. 길이가 약 1km에 달하는 우주 끈은 지구보다 더 질량이 클 수 있다.
그러나 일반 상대성이론에서는 직선 끈의 중력 포텐셜이 사라진다고 예측한다. 즉, 정적인 주변 물질에는 중력이 없다. 직선 우주 끈의 유일한 중력 효과는 끈을 반대편으로 통과하는 물질(또는 빛)의 상대적인 편향이다(순전히 위상학적 효과). 닫힌 우주 끈은 보다 전통적인 방식으로 중력을 받는다.
우주가 팽창하는 동안 우주 끈은 고리 네트워크를 형성했으며, 과거에는 우주 끈의 중력이 물질이 초은하단으로 뭉치는 원인이 될 수 있다고 생각되었다. 현재 우주의 구조 형성에 대한 기여도는 10% 미만으로 계산된다.

### 음의 질량 우주 끈
우주 끈의 표준 모델은 각도 부족이 있는 기하학적 구조이므로 장력이 있고 양의 질량을 갖다. 1995년에 Visser et al.은 우주의 끈은 이론적으로 각도 초과, 즉 음의 장력과 음의 질량으로도 존재할 수 있다고 제안했다. 그러한 별난 물질 끈의 안정성에는 문제가 있다. 그러나 그들은 음의 질량 끈이 초기 우주의 웜홀 주위를 감싸면 그러한 웜홀이 현재 존재하기에 충분히 안정화될 수 있다고 제안했다.

### 초임계 우주 끈
(직선) 우주 끈의 외부 기하학은 다음과 같이 임베딩 다이어그램으로 시각화할 수 있다. 끈에 수직인 2차원 표면에 초점을 맞추면 그 기하학은 각도 δ의 쐐기를 잘라서 얻은 원뿔의 기하학이다. 그리고 가장자리를 서로 붙이다. 각도 부족 δ는 끈 장력(= 단위 길이당 질량)과 선형적으로 관련된다. 즉, 장력이 클수록 원뿔의 경사가 가파르게 된다. 따라서 장력의 특정 임계값에 대해 δ는 2π에 도달하고 원뿔은 원통형으로 퇴화된다. (이 설정을 시각화하려면 유한한 두께를 가진 끈을 생각해야 하다.) 더 큰 "초임계" 값의 경우 δ는 2π를 초과하고 (2차원) 외부 기하학은 닫혀서(콤팩트해지며) 원뿔형 특이점에서 끝난다.
그러나 이 정적 기하학은 초임계의 경우(미임계 장력과 달리) 불안정하다. 작은 섭동으로 인해 일정한 속도로 축 방향으로 확장되는 동적 시공간이 발생하다. 2D 외관은 여전히 콤팩트하지만 원뿔형 특이점은 피할 수 있으며 임베드된 그림은 시가가 자라는 그림이다. 훨씬 더 큰 장력(임계값을 약 1.6배 초과)의 경우 끈은 더 이상 반경 방향으로 안정화될 수 없다.
현실적인 우주 끈은 임계값보다 약 6배 낮은 장력을 가질 것으로 예상되므로 항상 임계값 이하이다. 그러나 팽창하는 우주 끈 해법은 끈이 6차원 벌크로 3 막 (우리 우주에 해당)으로 승격되는 막 우주론의 맥락과 관련이 있을 수 있다.

## 관측 증거
한때 우주 끈의 중력 영향이 우주의 물질이 대규모로 뭉치는 데 기여할 수 있다고 생각되었지만 오늘날 은하 조사와 우주 마이크로파 배경(CMB)의 정밀 측정을 통해 알려진 모든 것은 우주 배경 복사가 무작위 가우시안 요동의 진화에 적합하다는 것이다. 따라서 이러한 정확한 관찰은 우주 끈의 중요한 역할을 배제하는 경향이 있으며 현재 CMB에 대한 우주 끈의 기여는 10%를 넘을 수 없는 것으로 알려져 있다.
우주 끈의 격렬한 진동은 일반적으로 첨점와 kink의 형성으로 이어진다. 이로 인해 끈의 일부가 분리된 루프로 꼬집어지게 된다. 이 루프는 수명이 한정되어 있으며 주로 중력 복사를 통해 붕괴된다. 우주의 끈으로부터 가장 강한 신호를 발생시키는 이 방사선은 중력파 관측소에서 검출될 수도 있다. 핀치 오프 루프가 방출하는 우주 끈의 초기 상태를 어느 정도까지 역반응하거나 변경하는지는 중요한 미해결 문제이다. 이러한 역반응 효과는 계산에서 거의 항상 무시되며 크기 추정의 경우에도 중요한 것으로 알려져 있다.
우주 끈의 직선 부분에 의한 은하의 중력렌즈는 두 개의 동일하고 왜곡되지 않은 은하의 이미지를 생성하다. 2003년 미하일 사진이 이끄는 연구단은 하늘에서 서로 매우 가까이 붙어 있는 겉보기에 동일해 보이는 두 은하를 우연히 발견했다고 보고했으며, 이는 우주의 끈이 발견되었다는 추측으로 이어졌다. 그러나 2005년 1월 허블 우주망원경이 관측한 결과, 이 은하들은 같은 은하의 두 이미지가 아닌, 유사한 한 쌍의 은하인 것으로 나타났다. 우주 끈은 우주 마이크로파 배경의 변동에 대한 유사한 복제 이미지를 생성하며, 이는 인공위성 플랑크의 임무로 감지될 수 있다고 생각되었다. 그러나 2013년 플랑크 임무 데이터 분석에서는 우주 끈의 증거를 찾지 못했다.
우주 끈 이론을 뒷받침하는 증거 중 하나는 Q0957+561A,B 라고 불리는 "이중 퀘이사" 관측에서 발견된 현상이다. 원래 1979년 Dennis Walsh, Bob Carswell 및 Ray Weymann 이 발견한 이 퀘이사의 이중 이미지는 퀘이사와 지구 사이에 위치한 은하로 인해 발생하다. 이 중간 은하의 중력렌즈 효과는 퀘이사의 빛을 구부려 지구까지 길이가 다른 두 경로를 따르도록 하다. 그 결과 우리는 동일한 퀘이사의 두 이미지를 보게 되는데, 하나는 다른 하나가 짧은 시간(약 417.1일 후)에 도착하는 것이다. 그러나 루돌프 실트가 이끄는 하버드-스미소니언 천체 물리학 센터의 천문학자 팀은 퀘이사를 연구한 결과 1994년 9월부터 1995년 7월 사이의 기간 동안 두 이미지에 시간 지연이 없는 것으로 나타났다는 사실을 발견했다. 두 이미지의 밝기 변화는 네 번에 걸쳐 동시에 발생했다. 실트와 그의 팀은 이 관찰에 대한 유일한 설명은 그 기간 동안 지구와 퀘이사 사이를 통과한 우주 끈이 매우 빠른 속도로 이동하고 약 100일의 주기로 진동했다는 것이라고 믿는다.
현재 우주 끈 매개변수에 대한 가장 민감한 경계는 펄서 타이밍 배열 데이터에 의한 중력파가 감지되지 않는 데서 비롯된다. 지구에 있는 레이저 간섭계 중력파 관측소 (LIGO)와 특히 우주 기반 중력파 탐지기 레이저 간섭계 우주 안테나(LISA)는 중력파를 검색할 것이며 관련 우주 관측이 제공된다면 우주 끈의 신호를 감지할 수 있을 만큼 민감할 것이다. 현 장력은 너무 작지 않다.

## 끈 이론과 우주 끈
끈 이론의 초기에는 끈 이론가와 우주 끈 이론가 모두 초끈과 우주 끈(이름은 일반적인 끈과 유사하게 독립적으로 선택됨) 사이에 직접적인 연관성이 없다고 믿었다. 초기 우주에서 우주 끈이 생성될 가능성은 1976년 양자장론가 톰 키블에 의해 처음으로 구상되었으며, 이 분야에 대한 관심이 처음으로 급증했다.
1985년 첫 번째 초끈 혁명 동안 에드워드 위튼의 초기 우주에서 생성되어 거시적 규모로 확장된 기본 초끈의 가능성에 대해 숙고했는데, 이 경우 (톰 키블의 명명법에 따라) 우주 초끈이라고 불릴 것이다. 그는 만약 그것이 생성되었다면 거시적 규모에 도달하기 전에 더 작은 끈으로 분해되었을 것이고( 제1형 초끈 이론의 경우), 그것들은 항상 끈이 붕괴되기보다는 장력으로 인해 끈이 붕괴되도록 하는 자벽 의 경계로 나타날 것이라고 결론지었다. 우주 규모로 성장하거나( 잡종 초끈 이론의 맥락에서) 플랑크 에너지에 가까운 특징적인 에너지 규모를 가지면 우주 팽창 전에 생성되어 우주 팽창으로 희석되어 관찰할 수 없게 된다.
주로 두 번째 초끈 혁명으로 인해 초기부터 많은 변화가 있었다. 이제 끈 이론은 이론을 섭동적으로 정의하는 기본 끈 외에도 D-끈과 같은 다른 1차원 물체와 D-막, NS-막, M-막과 같은 고차원 물체를 포함하는 것으로 알려져 있다. 막은 축소화된  내부 시공간에 부분적으로 둘러싸여 있지만 콤팩트하지 않은 하나의 부분 공간에서 공간적으로 확장된다. 콤팩트한 거대 여분 차원 공간과 큰 날실 계수의 가능성으로 인해 플랑크 스케일보다 훨씬 낮은 장력의 현이 허용된다.
더욱이, 발견된 다양한 이중성은 실제로 이렇게 서로 다른 유형의 끈이 모두 매개변수 공간의 서로 다른 영역에 나타나는 것과 동일한 객체라는 결론을 제시하다. 이러한 새로운 발전으로 인해 2000년대 초반부터 우주 끈에 대한 관심이 크게 되살아났다.
2002년에 헨리 타이와 공동 연구자들은 막 인플레이션의 마지막 단계에서 우주 초끈의 생성을 예측했다. 우주 팽창과 우주 인플레이션으로 이어지는 초기 우주의 끈 이론 구성이다. 끈 이론가인 조셉 폴친스키는 팽창하는 우주가 은하간 크기가 될 때까지 "기본" 끈(초끈 이론에서 고려하는 종류)을 늘릴 수 있다는 사실을 나중에 깨달았다. 이렇게 늘어난 끈은 오래된 "우주" 끈의 많은 특성을 나타내므로 이전 계산을 다시 유용하게 만든다. 이론가 톰 키블이 말했듯이, "끈 이론 우주론자들은 덤불 속에 도처에 숨어 있는 우주의 끈을 발견했다." 우주의 끈을 탐지하기 위한 오래된 제안은 이제 초끈 이론을 조사하는 데 사용될 수 있다.
위에서 언급한 초끈, D-끈 또는 은하계 규모로 뻗어 있는 기타 끈질긴 물체는 중력파를 방출할 것이며, 이는 LIGO, 특히 우주 기반 중력파 실험 LISA와 같은 실험을 사용하여 감지할 수 있다. 그들은 또한 우주 마이크로파 배경에 약간의 불규칙성을 일으킬 수 있는데, 이는 아직 감지하기에는 너무 미묘하지만 미래의 관측 가능 영역 내에 있을 가능성이 있다.
그러나 이러한 제안의 대부분은 적절한 우주론적 기본 원리(끈, 막 등)에 의존하며 현재까지 이에 대한 설득력 있는 실험적 검증이 확인되지 않았다. 그럼에도 불구하고 우주의 끈은 끈 이론을 들여다볼 수 있는 창을 제공한다. 광범위한 우주 끈 모델의 실제 가능성인 우주 끈이 관찰된다면 이는 시공간 구조의 기초가 되는 끈 이론 모델에 대한 최초의 실험적 증거를 제공할 것이다.

## 우주 끈 네트워크
우주 끈 네트워크의 흔적을 탐지하려는 시도가 많이 있다.

## 같이 보기
- 0차원 위상 결함: 자기 홀극
- 2차원 위상 결함: 도메인 벽 (예: 1차원 위상수학적 결함: 우주 끈)
- 페르미온 초전류에 의해 안정화된 우주 끈 고리: 보턴

## 참고 문헌
- Sazhin, M.; Longo, G.; Capaccioli, M.; Alcala, J. M.; Silvotti, R.; Covone, G.; Khovanskaya, O.; Pavlov, M.; Pannella, M.;  외. (2003). “CSL-1: Chance projection effect or serendipitous discovery of a gravitational lens induced by a cosmic string?”. 《Monthly Notices of the Royal Astronomical Society》 343 (2): 353. arXiv:astro-ph/0302547. Bibcode:2003MNRAS.343..353S. doi:10.1046/j.1365-8711.2003.06568.x. S2CID 18650564.
- Schild, R.; Masnyak, I. S.; Hnatyk, B. I.; Zhdanov, V. I. (2004). “Anomalous fluctuations in observations of Q0957+561 A,B: Smoking gun of a cosmic string?”. 《Astronomy and Astrophysics》 422 (2): 477–482. arXiv:astro-ph/0406434. Bibcode:2004A&A...422..477S. doi:10.1051/0004-6361:20040274. S2CID 16939392.
- Kibble, T. W. B. (2004). “Cosmic strings reborn?”. arXiv:astro-ph/0410073.
- Lo, Amy S.; Wright, Edward L. (2005). “Signatures of Cosmic Strings in the Cosmic Microwave Background”. arXiv:astro-ph/0503120.
- Sazhin, M.; Capaccioli, M.; Longo, G.; Paolillo, M.; Khovanskaya, O. (2006). “Further Spectroscopic Observations of the CSL 1 Object”. 《The Astrophysical Journal》 636 (1): L5–L8. arXiv:astro-ph/0506400. Bibcode:2006ApJ...636L...5S. doi:10.1086/499429. S2CID 10176938.
- Agol, Eric; Hogan, Craig; Plotkin, Richard (2006). “Hubble imaging excludes cosmic string lens”. 《Physical Review D》 73 (8): 87302. arXiv:astro-ph/0603838. Bibcode:2006PhRvD..73h7302A. doi:10.1103/PhysRevD.73.087302. S2CID 119450257.
- Dr. Kip Thorne, ITP & Caltech. Spacetime Warps and the Quantum: A Glimpse of the Future. Lecture slides and audio
- Cosmic strings and superstrings on arxiv.org